# Kinh tế Bulgaria
Bulgaria là quốc gia có thu nhập trung bình, quy mô kinh tế trung bình, có nền nông nghiệp và công nghiệp hiện đại. Sau khi khối COMECON sụp đổ đầu thập niên 1990, kinh tế Bulgaria suy thoái nghiêm trọng. Thêm vào đó, sự trừng phạt về kinh tế của Liên Hợp Quốc đối với Serbia (từ năm 1992-1995) và Iraq đã đánh mạnh vào nền kinh tế của Bulgaria. Mức sống của người dân giảm khoảng 40%, và chỉ phục hồi được trở lại mức sống thời kỳ trước năm 1989 vào năm 2004. Tín hiệu đầu tiên cho sự phục hồi kinh tế của Bulgaria được nhận thấy khi GDP đạt mức tăng trưởng 1,4% trong năm 1994 đầy là lần tăng trưởng đầu tiên kể từ năm 1988, năm 1995 đạt 2,5%. Tỉ lệ lạm phát từ mức 122% vào năm 1994 xuống còn 32,9% vào năm 1995. Tuy nhiên trong năm 1996, nền kinh tế lại suy sụp do sự sắp xếp lại nền kinh tế một cách chậm chạp và thiếu quản lý của đảng BSP dẫn đến tỉ lệ lạm phát tới 311% và sự mất giá đồng lev của Bulgaria. Sau đó, việc sắp xếp lại về kinh tế một cách chuyên nghiệp hơn cùng với sự trợ giúp của Ngân hàng thế giới và Quỹ tiền tệ quốc tế, kinh tế Bulgaria đã bắt đầu ổn định. Trong năm 2007 nền kinh tế tăng trưởng trên 5%  Lưu trữ ngày 10 tháng 2 năm 2009 tại Wayback Machine và tỉ lệ lạm phát thấp. Trong tương lai nước này sẽ hội nhập với các quốc gia thành viên của EU trong một vài năm tới.